# Френч Вали (Калифорнија)
Френч Вали (енгл. French Valley) насељено је место без административног статуса у америчкој савезној држави Калифорнија.

## Демографија
По попису из 2010. године број становника је 23.067.
| Група             | 2000.    | 2010.          |
| Белци             | 0 (0,0%) | 11.235 (48,7%) |
| Афроамериканци    | 0 (0,0%) | 1.828 (7,9%)   |
| Азијати           | 0 (0,0%) | 2.672 (11,6%)  |
| Хиспаноамериканци | 0 (0,0%) | 6.318 (27,4%)  |
| Укупно            | 0        | 23.067         |